# Островок (Копыльский район)
Островок (бел. Астравок) — деревня в Копыльском районе Минской области Беларуси. Входит в состав Докторовичского сельсовета. Население 26 человек (2018).

## Расположение
Островок находится на Случчине. К западу от деревни находится город Копыль, к востоку — деревня Горностайлово и агрогородок Грозово.

## История
До 5 марта 1939 года деревня Островок входила в состав Грозовского сельсовета, до 16 июля 1954 года — в состав Горностайловского сельсовета, до 24 мая 1960 года — в состав Грозовского сельсовета.